# SBB Re 4/4 I
De SBB Re 4/4 I was een elektrische locomotief van de Zwitserse spoorwegonderneming Schweizerische Bundesbahnen (SBB).

## Geschiedenis
Oorspronkelijk werden de locomotieven als Re 4/4 locomotieven gekenmerkt. In de jaren 60 werden ze herbenoemd in Re 4/4 I en vervangen door treinstellen van het type RBe 4/4 en de sterkere locomotieven van het type Re 4/4  II .
Met deze draaistellocomotieven werd een nieuwe tijdperk ingeluid. In tegenstelling tot de BLS Lötschbergbahn koos de SBB voor lichtgewicht-locomotieven met een asdruk van ongeveer 14 ton om een hogere bochtsnelheid te bereiken.
Het belangrijkste traject was de oost-westverbinding in Zwitserland.
SBB stelde de volgende criteria voor de bouw van de locomotieven vast:
- De locomotief moet in staat zijn om 10 km/h sneller door bochten te rijden dan bestaande locomotieven. De statische asdruk mocht niet meer zijn dan 14 ton.
- De locomotief moest in staat zijn op een helling tot 12 ‰ een trein van maximaal 300 ton met dezelfde snelheid en reistijd te vervoeren. Op hellingen tot 10 ‰ moest de locomotief een trein met een gewicht van 480 ton optrekken tot een snelheid van 75 km/h en op vlakke trajecten tot een snelheid 125 km/h.
- De trein moest zijn uitgerust met recuperatieve remmen die tot 38 ‰ van het treingewicht moesten omzetten in elektrische energie. De bediening was elektro-pneumatisch met 24 stappen in de rijstand en 8 stappen in de remstand. De locomotief moest vanuit stuurstandrijtuig of tweede locomotief bediend kunnen worden.

### Nummers
De locomotieven werden oorspronkelijk als volgt genummerd:
- eerste serie: met frontdeur
- 401 - 406, vernummerd in: 10001 - 10006, met stuurstroombediening
- 407 - 416, vernummerd in: 10007 - 10016, zonder stuurstroombediening
- 417 - 426, vernummerd in: 10017 - 10026, zonder stuurstroombediening en nieuw bedieningspaneel voor het bedienen vanuit de bestuurdersstoel alsmede voor staande machinisten
- tweede serie: zonder frontdeur en zonder recuperatieve rem, met stuurstroombediening
- 427 - 432, vernummerd in: 10027 - 10032
- 435 - 445, vernummerd in: 10035 - 10045
- 427 - 432, vernummerd in: 10027 - 10032
- 447 - 449, vernummerd in: 10047 - 10049
- 433, 434, 446 en 450, vernummerd in: 10033, 10034, 10046 en 10050, in TEE-kleuren geschilderd

## Constructie en techniek
De locomotief is opgebouwd uit een stalen frame.

### Eerste serie

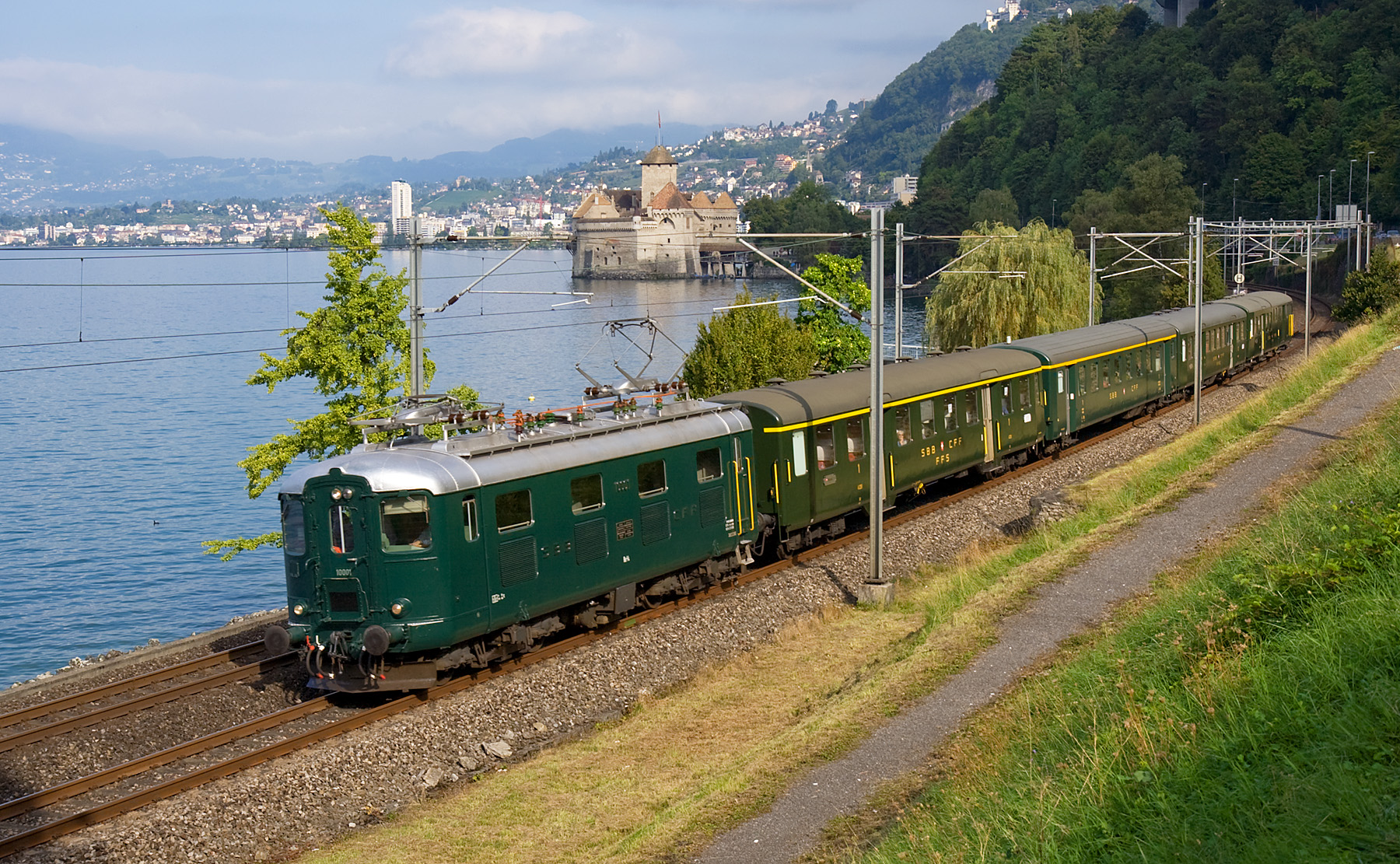
De eerste serie met jaloezieën onder de ramen van de machinekamer

De locomotieven van de eerste serie (401 - 426) hebben aan de rechterzijde van de locomotief een open gangpad waaruit de apparatuur vrij toegankelijk is. Deze zijde had vier grote ruiten en daaronder vier jaloezieën voor de koeling. Aan de linkerzijde van de locomotief is een gangpad, eveneens met vier ramen, dat door een scheidingswand is afgeschermd van de apparatuur. Het concept voorzag in de mogelijkheid om de locomotief ook in het midden van de trein te plaatsen. Door het gangpad en frontdeuren konden het personeel en de reizigers van het ene deel naar het andere deel van de trein lopen. De vier jaloezieën onder de ramen aan de rechterkant bleken ook een prima toegang voor stuifsneeuw en daarmee oorzaak van storingen. De laag geplaatste jaloezieën werden dan ook bij de eerste grote revisie, begin jaren vijftig, vervangen. In plaats van de ramen en de jaloezieën werden acht ventilatieroosters aan de rechterzijde -afbeelding in infobox- gemonteerd voor de koeling van onder meer de tractiemotoren. De luchtinlaten van de tweede serie werden dan ook hoger, namelijk naast de ruiten geplaatst.

### Tweede serie

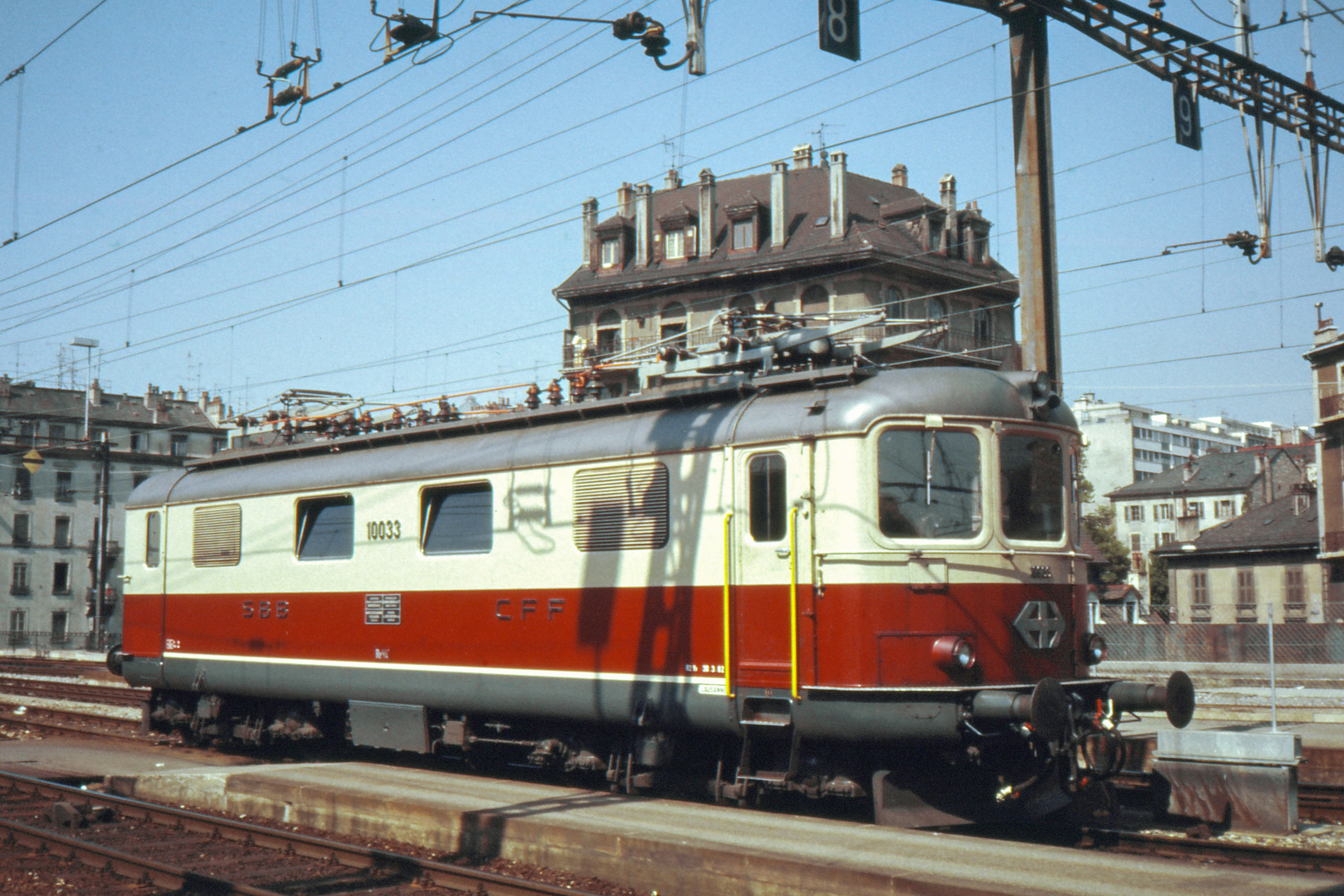
De tweede serie, met luchtroosters naast de ruiten, in TEE-kleuren

Bij de locomotieven van de tweede serie (427 - 450) waren beide gangpaden open en de apparatuur vrij toegankelijk. De locomotieven hadden geen frontdeur. Voor de ventilatie van de tractiemotoren waren in beide zijwanden twee roosters aangebracht. Ook werden twee grote ruiten tussen de roosters geplaatst.

### Ombouw
Het aantal veranderingen aan de beide series locomotieven waren omvangrijk. De belangrijkste hiervan was het inbouwen van stuurstroom-voorziening in de locomotieven 409 - 426 van de eerste serie.

## Treindiensten
De locomotieven werden door de Schweizerische Bundesbahnen ingezet vanuit de volgende depots:
- Bern
- Biel/Biene
- Bellinzona
- Winterthur

## Buiten dienst
Op 12 december 2004 reed de locomotief 10034 (ex TEE-locomotief) als laatste locomotief een personentrein voor de SBB vanuit opstelterrein Bazel Wolf. Deze locomotief wordt sinds 2009 als museumlocomotief in de TEE kleuren ingezet bij de TEE-CLASSICS.